# Ardmore (distillerie)
Pour les articles homonymes, voir Ardmore.
 (mai 2018).
Si vous disposez d'ouvrages ou d'articles de référence ou si vous connaissez des sites web de qualité traitant du thème abordé ici, merci de compléter l'article en donnant les références utiles à sa vérifiabilité et en les liant à la section « Notes et références ».
Ardmore est une distillerie de whisky située dans la région du Speyside, au nord de l'Écosse.

## Histoire
La distillerie a été fondée en 1897 par William Teacher.
La distillerie se situe à l'Est de la région du Speyside, entre la rivière Bogie, la forêt de Clashindarroch et les premiers contreforts des monts Grampians.
La distillerie Ardmore est une des rares distilleries à chauffer ses alambics au charbon.

## Toponymie
Ardmore en gaélique écossais signifie « grande hauteur »

## Embouteillages
Le single malt Ardmore entre dans la composition de nombreux blends, en particulier le Teacher's Highland Cream.

### Embouteillage officiel
1. Ardmore Traditional Cask[4]
2. Ardmore Fully Peated 46%

### Embouteilleurs indépendants
1. Ardmore 1990 Signatory's Un-Chillfiltered Collection - Signatory Vintage
2. Ardmore 1992 Signatory's Un-Chillfiltered Collection - Signatory Vintage
3. Ardmore Vintage 1977 - Signatory Vintage
4. Ardmore Reserve 1991 - Gordon & MacPhail
5. Ardmore 2009 selection XIV Le Gus't